# 島牧村立島牧小学校
島牧村立島牧小学校（しままきそんりつ しままきしょうがっこう）は、北海道島牧郡島牧村にある公立小学校。

## 沿革
島牧小学校の沿革
- 1990年（平成2年） - 島牧村議会は、村内5つの小学校（本目・軽臼・(旧)島牧・原歌・栄浜）の統合計画を決定する。
- 1991年（平成3年） - 統合校の名称を「島牧小学校」として、統合準備委員会が開かれる。
- 1992年（平成4年）
  - 4月1日 - 開校。
  - 4月x日 - 開校式挙行。
- 1993年（平成5年）7月12日 - 22時17分頃に北海道南西沖地震が発生したが、学校に被害は無かった。
- 1994年（平成6年）2月 - 校舎内外改修工事が終了。
- 2011年（平成23年）3月11日 - 14時46分頃に東北地方太平洋沖地震（東日本大震災）が発生したが、学校に被害は無かった。

## 通学区域
- 島牧村全域

## 進学先中学校
- 島牧村立島牧中学校 - 主な進学先で、村内唯一の中学校。

## 周辺
- 原歌簡易郵便局
- 島牧元町簡易郵便局
- 千走漁港
- 原歌漁港
- 国道229号
- 日本海

## アクセス
- 北海道中央バス「原歌学校前」バス停下車後、徒歩約290m・約5分。